# 李承煕
李 承煕（イ・スンヒ、朝鮮語: 이승희、1988年6月10日 - ）は、大韓民国出身のプロサッカー選手。ポジションは、ミッドフィールダー。

## 来歴
2010年に全南ドラゴンズでプロデビュー。1年間の済州ユナイテッドでのレンタル生活を経て、2015年にタイのスパンブリーへ移籍した。
2015年シーズン終了後、名古屋グランパスへ完全移籍が発表された。レギュラーとして活躍するもチームはJ2へ降格し、自身もシーズン終了後に契約満了により退団。
2017年、浦項スティーラースへ移籍。

## 所属クラブ
ユース経歴
- 弘益大学校

プロ経歴
- 2010年 - 2014年  全南ドラゴンズ
  - 2012年  済州ユナイテッドFC (期限付き移籍)
- 2015年  スパンブリーFC
- 2016年  名古屋グランパス
- 2017年 -   浦項スティーラース

## 個人成績
| 国内大会個人成績 | 国内大会個人成績 | 国内大会個人成績 | 国内大会個人成績 | 国内大会個人成績 | 国内大会個人成績 | 国内大会個人成績 | 国内大会個人成績 | 国内大会個人成績 | 国内大会個人成績 | 国内大会個人成績 | 国内大会個人成績 |
| 年度             | クラブ           | 背番号           | リーグ           | リーグ戦         | リーグ戦         | リーグ杯         | リーグ杯         | オープン杯       | オープン杯       | 期間通算         | 期間通算         |
| 年度             | クラブ           | 背番号           | リーグ           | 出場             | 得点             | 出場             | 得点             | 出場             | 得点             | 出場             | 得点             |
| 日本             | 日本             | 日本             | 日本             | リーグ戦         | リーグ戦         | リーグ杯         | リーグ杯         | 天皇杯           | 天皇杯           | 期間通算         | 期間通算         |
| ---------------- | ---------------- | ---------------- | ---------------- | ---------------- | ---------------- | ---------------- | ---------------- | ---------------- | ---------------- | ---------------- | ---------------- |
| 2016             | 名古屋           | 15               | J1               | 29               | 1                | 2                | 0                | 1                | 0                | 32               | 1                |
| 通算             | 日本             | 日本             | J1               | 29               | 1                | 2                | 0                | 1                | 0                | 32               | 1                |
| 総通算           | 総通算           | 総通算           | 総通算           | 29               | 1                | 2                | 0                | 1                | 0                | 32               | 1                |